# 拉萬塔爾阿爾卑斯山脈

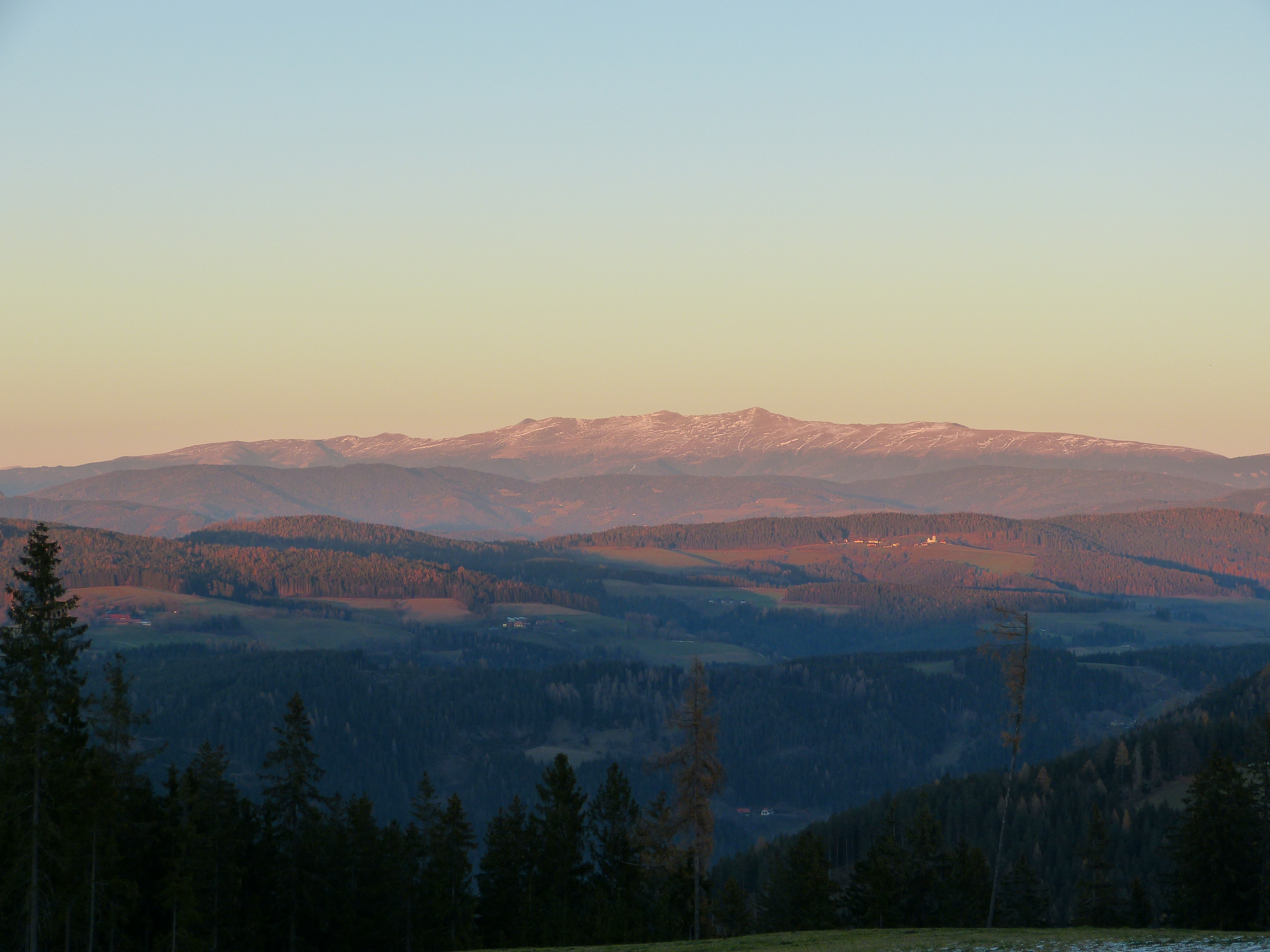

拉萬塔爾阿爾卑斯山脈是歐洲的山脈，屬於中阿爾卑斯山脈的一部分，橫跨奧地利施蒂利亞州、克恩頓州和斯洛文尼亞，最高點海拔高度2,396米。